# Sabi na Sabura
Sabi na Sabura é o álbum de estreia de Julinho KSD. Editado a 24 de setembro de 2021 pela Sony Music Entertainement Portugal, o álbum atingiu o galardão de platina. Individualmente, todos os singles do disco atingiram a marca de platina no mercado português: “Sentimento Safari” (4x), “Vivi Good (3x), “Hoji N’ka Ta Rola (3x), “Hoji em Sa Tá Vivi” (2x), “Conclusão”, “Mama Ta Xinti” e “Stunka”. Entre os convidados do disco estão Richie Campbell, T-Rex, Dizzy ou o coletivo Instinto 26, de que KSD faz parte.
O lançamento do disco originou uma das maiores campanhas publicitárias promovidas pela indústria discográfica em Portugal, que incluiu o revestimento de comboios na Linha de Sintra.